# Ingemar Persson
Ingemar Persson, född 1954, är en svensk jurist och rättsvetenskaplig författare. Han var justitieråd i Högsta domstolen 2010–2020.
Tidigare har han varit lektor i civilrätt vid Juridiska institutionen vid Uppsala universitet 1985–1991. Därefter utnämndes han 1992 till hovrättsassessor för Svea hovrätt. Han började samma år om rättssakkunnig på Enheten för familjerätt och förmögenhetsrätt i Justitiedepartementet. År 1996 utnämndes han till rådman och arbetade som det till 2007 vid bland annat Uppsala tingsrätt. Efter det blev han hovrättsråd och vice ordförande på Svea hovrätts avdelning två. År 2014 promoverades han till hedersdoktor vid juridiska fakulteten vid Uppsala universitet. Ingemar Persson är nationsjurist och hedersledamot på Gästrike-Hälsinge nation i Uppsala.
Han har tillsammans med Mikael Mellqvist författat läroboken Fordran & skuld som utgavs för första gången 1989 och 2011 kom ut i sin 9:e upplaga.